# Pszczółki (gemeente)
De gemeente Pszczółki is een landgemeente in het Poolse woiwodschap Pommeren, in powiat Gdański.
De gemeente bestaat uit 9 administratieve plaatsen solectwo : Kleszczewko, Kolnik, Ostrowite, Pszczółki, Rębielcz, Różyny, Skowarcz, Ulkowy, Żelisławki
De zetel van de gemeente is in Pszczółki.
Op 30 juni 2004 telde de gemeente 7694 inwoners.

## Oppervlakte gegevens
In 2002 bedroeg de totale oppervlakte van gemeente Pszczółki 49,84 km², waarvan:
- agrarisch gebied: 86%
- bossen: 2%

De gemeente beslaat 6,28% van de totale oppervlakte van de powiat.

## Demografie
Stand op 30 juni 2004:
| Omschrijving                   | Totaal | Totaal | Vrouwen | Vrouwen | Mannen | Mannen |
| ------------------------------ | ------ | ------ | ------- | ------- | ------ | ------ |
| eenheid                        | aantal | %      | aantal  | %       | aantal | %      |
| inwoners                       | 7694   | 100    | 3917    | 50,9    | 3777   | 49,1   |
| bevolkingsdichtheid (inw./km²) | 154,4  | 154,4  | 78,6    | 78,6    | 75,8   | 75,8   |

In 2002 bedroeg het gemiddelde inkomen per inwoner 1398,09 zł.

## Aangrenzende gemeenten
Pruszcz Gdański, Suchy Dąb, Tczew, Trąbki Wielkie